# Monte Creek
Monte Creek est une localité rurale non-incorporée située aux abords de la rivière South Thompson à l'est de Kamloops en Colombie-Britannique, au Canada.

## Description
Le village de Monte Creek est situé à environ 31 kilomètres de Kamloops et à peu près à égale distance du village de Chase, précisément sur la rive sud de la rivière South Thompson où moment où la rivière bifurque vers l'ouest. Il s'agit d'un important carrefour routier où la route 97 bifurque de la route transcanadienne vers le sud vers l'Okanagan via Falkland et Westwold. La route 97 passe le long du Monte Lake, à une dizaine de kilomètres au sud de Monte Creek. C'est une communauté de loisirs sur les rives du lac du même nom.

## Histoire
Monte Creek était à l'origine connu sous le nom de « Ducks » d'après le nom de Jacob Ducks qui était le premier colon anglais à y installer un ranch. Ce même Ducks était aussi son premier maître de poste. Le nom original du bureau de poste, ouvert le 13 juin 1870, était « Duck and Pringles Post Office ».
En 1888, le Monte Creek Ranch a été acheté par l'éditeur Hewitt Bostock, qui y a élu domicile avec sa famille en 1894.
Le nom Monte a deux origines possibles. L'un vient du nom d'un des premiers colons, Alphonse Matteo. L'autre provient de la montée abrupte de la vallée de la rivière Thompson Sud jusqu'à la route menant à la région de l'Okanagan, que les premiers explorateurs appelaient « la montée ». Le terme « Montée » apparaît sur une carte de la région de 1858. S'y ajoute le mot de Creek puisqu'un cours d'eau, le Monte Creek rejoint le hameau par la rive droite de la South Thompson River.
Le 4 septembre 1904, Monte Creek – alors encore connu sous le nom de « Ducks » – fut le site du dernier vol de train par le gentleman cambrioleur Bill Miner. Il y a été arrêté et condamné à la prison.